# The Death of You and Me
«The Death of You and Me» es una canción de la banda británica de rock Noel Gallagher's High Flying Birds, escrita por Noel Gallagher. Debido a que el disco es su primer álbum en solitario, fue el primer sencillo que presentó el 19 de agosto de 2011. El 28 de agosto de 2011, debutó como el número 15 en la lista de singles en el Reino Unido.

## Antecedentes
Los rumores de que "The Death of You and Me" fuera el nombre del primer sencillo de Noel Gallagher empezaron en junio de 2011.
Se confirmó el mes siguiente que la canción sería el primer sencillo que mostraría en solitario el 21 de agosto de 2011, en su propio estudio llamado Sour Mash Records, acompañado con la cara B llamada "The Good Rebel".

## Vídeo musical
Grabado en Los Ángeles, California, el vídeo comienza en una cafetería y una camarera sirviendo a los clientes, incluyendo a Gallagher antes de que ella tome un descanso. La mujer sale fuera del establecimiento, y se prepara para caer de espaldas a una piscina, pero Gallagher la empuja. Ella sale de la piscina, camina hacia la cafetería y vuelve a salir del establecimiento, donde observa una banda con un carruaje tirado por caballos, que paran delante de la cafetería. La puerta del carruaje se abre y la camarera entra dentro antes de que la puerta se cierre. El vídeo finaliza con un "Continuará".
El videoclip es parte de una historia que consta de tres videos: "If I Had a Gun...", "The Death of You and Me" y "AKA... What a Life!".
La actriz elegida para protagonizar el video en el papel de la mesera es Devon Odgen.

## Lista de canciones
Todas las canciones escritas y compuestas por Noel Gallagher. 
| N.º | Título                    | Duración |  |
| 1.  | «The Death of You and Me» | 3.36     |  |
| 2.  | «The Good Rebel»          | 4.20     |  |

| Descarga digital |                                           |          |  |
| N.º              | Título                                    | Duración |  |
| 3.               | «The Death of You and Me» (Vídeo musical) | 4:01     |  |

## Listas musicales
| Lista (2011)                             | Posición en lista |
| ---------------------------------------- | ----------------- |
| Belgium (Ultratip Flanders)              | 15                |
| Belgium (Ultratip Wallonia)              | 24                |
| Ireland (IRMA)                           | 35                |
| Scotland (The Official Charts Company)   | 10                |
| UK Indie (The Official Charts Company)   | 2                 |
| UK Singles (The Official Charts Company) | 15                |